# ГЕС Bâtiaz
ГЕС Bâtiaz — гідроелектростанція на південному заході Швейцарії. Становить нижній ступінь у складі гідровузла, створеного на ресурсі з кількох річок, які дренують північні схили Грайських Альп та Савойських Передальп.
Ресурс для роботи станції надходить із нижнього балансуючого резервуару ГЕС Vallorcine, яка в свою чергу працює на воді, зібраній за допомогою цілого ряду дериваційних каналів зі сточища приток річки Рона, які течуть на північ (L'Eua Noire, Dranse) та на захід (Арв) з гірських масивів Монблан, Aiguilles Rouges та Haut-Giffre. Окрім відпрацьованої на верхньому ступені води до зазначеного резервуару об'ємом 90 тис. м3 за допомогою греблі відводиться ресурс із середньої течії L'Eua Noire. Далі вода подається через дериваційний тунель до машинного залу, спорудженого при виході L'Eua Noire у долину Рони біля міста Martigny.
Машинний зал обладнаний двома турбінами типу Пелтон загальною потужністю 162 МВт, що працюють при напорі у 659,5 метра. Відпрацьована вода потрапляє у відвідний підземний канал довжиною 1,3 км та далі до Рони.
На станції розташовано диспетчерський центр, звідки здійснюється управління гідровузлом.